# Uran (album)
Uran - czwarty album szczecińskiego zespołu metalowego Quo Vadis. Został on wydany w 1997 roku nakładem wytwórni Silverton.

## Lista Utworów[1]
| Nr  | Tytuł utworu                               | Długość |
| --- | ------------------------------------------ | ------- |
| 1.  | „Intro”                                    | 1:03    |
| 2.  | „Uran”                                     | 2:49    |
| 3.  | „Moje Miasto”                              | 4:40    |
| 4.  | „Bojownik”                                 | 5:30    |
| 5.  | „Venus” (Cover Shocking Blue)              | 2:23    |
| 6.  | „Nie Każdy”                                | 3:25    |
| 7.  | „Nabrani”                                  | 3:28    |
| 8.  | „News'y”                                   | 3:53    |
| 9.  | „Wolny?”                                   | 2:40    |
| 10. | „Nazajutrz”                                | 4:01    |
| 11. | „Every Breath You Take” (Cover The Police) | 2:45    |
| 12. | „Gdzie Jesteś”                             | 3:06    |
| 13. | „Uran II”                                  | 4:28    |
| 14. | „Człowiek Swoim Wrogiem”                   | 3:20    |
| 15. | „Wielki Ogień” (Cover Breakout)            | 8:09    |
|     |                                            | 55:40   |

## Twórcy[2]
- Tomasz „Skaya” Skuza – wokal, bass
- Jacek „Dżek” Gnieciecki – gitara
- Paweł „Golimosju” Golimowski – perkusja